# Rybiarka duża
Rybiarka duża, sowa rybiarka (Bubo peli) – gatunek dużego ptaka drapieżnego z rodziny puszczykowatych (Strigidae). Zamieszkuje znaczną część Afryki Subsaharyjskiej. Osiadły. Nie jest zagrożony.

## Systematyka
Po raz pierwszy sowa ta została opisana naukowo przez Karola Bonapartego w 1850 roku. Epitet gatunkowy peli oraz nazwa angielska upamiętniają holenderskiego przyrodnika Hendrika Severinusa Pela (1818–1876), gubernatora Holenderskiego Złotego Wybrzeża w latach 1840–1850. Polska nazwa „rybiarka” wzięła się od jej głównego pożywienia – ryb.
Gatunek niekiedy zaliczany jest do rodzaju Scotopelia. Jest to gatunek monotypowy (nie wyróżnia się podgatunków).

## Morfologia
Wygląd zewnętrzny: Obie płcie ubarwione podobnie. Upierzenie w szacie spoczynkowej: Wierzch ciała w rdzawobrązowe prążki, spód jasnopłowy z delikatnymi kreskami. Oczy duże, ciemne. Głowa spłaszczona, bez „uszu”. Skok nieopierzony, białawy, często zakryty przez nogawice. dziób czarny, zakrzywiony. Upierzenie młodych: białawe z rudym nalotem, kolejne szaty coraz ciemniejsze. Młode osiągają dorosłe upierzenie po 15 miesiącach.
Rozmiary:
- Długość ciała: 51–65 cm
- Rozpiętość skrzydeł: 153 cm
- Masa ciała: 2055–2325 g (u czterech zważonych samic)[4]

### Głos
- Niskie, huczące „huuuummmmmm – it”, donośne, często powtarzane.

## Środowisko i zasięg występowania
Najchętniej zamieszkuje brzegi rzek i jezior porośnięte kępami wysokich drzew na nizinnych terenach. Można ją tez spotkać na bagnach, rozlewiskach i ujściach rzek.
Afryka od Senegalu, Nigerii i Etiopii na południe do Konga, Botswany i wschodniej części Południowej Afryki.

## Pożywienie
Głównie żywi się rybami, rzadko uzupełniając dietę żabami, krabami i mięczakami. Czeka na swoim stanowisku nad wodą. Śledzi najmniejsze zafalowania, które mogłaby wywołać ryba. Błyskawicznie rzuca się w dół, chwyta rybę mocno w pazury i powraca na stanowisko. Najpierw pożera głowę, niekiedy się nią nawet całkowicie zadowala.

## Tryb życia i zachowanie
Prowadzą głównie nocny tryb życia, chociaż  zdarza się, że są aktywne również za dnia. Najczęściej przy wysokim stanie wód, kiedy trudniej upolować im zdobycz. Dorosłe osobniki prowadzą osiadły tryb życia. Młode osobniki mogą przebywać na terytorium rodziców po opuszczeniu gniazda. Później dorosłe ptaki przepędzają podrostka, który prowadzi koczowniczy tryb życia, póki nie znajdzie własnego terytorium. Dzień spędza ukryta w koronach nadbrzeżnych drzew. Rzadko oddala się od rzeki. Kiedy zapada zmrok, rybiarka rusza na polowanie.
Długość życia: Nie jest znana.

## Rozród

### Okres godowy
Toki: Samiec wabi samicę głębokim nawoływaniem, po którym następuje miękki, brzęczący dźwięk. Samica odpowiada wyższym, delikatniejszym tonem oraz krótszym odzewem. Podniecona sowa stroszy pióra i głowa staje się bardziej okrągła.
Gniazdo: W obszernej dziupli lub rozwidleniu konarów dużego drzewa rosnącego w pobliżu wody. Nie budują gniazda, ale wyścielają dno dziupli miękkimi gałązkami lub liśćmi.

### Okres lęgowy
Samica rybiarki składa jaja pod koniec pory deszczowej, kiedy woda w rzekach, jeziorach i rozlewiskach opada. Tak aby kiedy pisklęta już się wyklują, woda w zbiornikach była płytsza i bardziej przejrzysta, dzięki czemu dorosłym ptakom łatwiej polować i tym samym, by zapewnić odpowiednią ilość pokarmu dorastającym pisklętom.
Jaja: Samica składa zwykle 2 jaja. Jednak najczęściej tylko jedno pisklę dożywa okresu, w którym jest na tyle duże, by opuścić gniazdo.
Wysiadywanie: Wysiadywanie trwa około 32 dni. Samica wysiaduje i ogrzewa je, a samiec zaopatruje ją i młode w pożywienie.
Pisklęta: Wychowanie piskląt trwa około 10 tygodni. Rybiarki starają się każdego wroga odciągnąć jak najdalej od piskląt, atakując lub udając ranną. Gdy pisklęta są wystarczająco duże, opuszczają gniazdo. Chodzą wtedy po gałęziach drzewa, ucząc się latać, a rodzice regularnie je dokarmiają. Po usamodzielnieniu się młode przebywają na terytorium rodziców jeszcze przez kolejne 6–9 miesięcy, po czym dorosłe ptaki przepędzają je ze swojego terytorium. Pisklęta zyskują ubarwienie dorosłych po 15 miesiącach.

## Status
IUCN uznaje rybiarkę dużą za gatunek najmniejszej troski (LC, Least Concern) nieprzerwanie od 1988 roku. Liczebność światowej populacji nie została oszacowana, ale ptak ten opisywany jest jako pospolity w większości swego zasięgu występowania. Trend liczebności populacji wstępnie uznano za spadkowy ze względu na utratę siedlisk.

## Możliwości obserwacji
Odróżnić ją można od innych sów po charakterystycznych dużych i czarnych oczach oraz okrągłej głowie. Zobaczyć ją można w pobliżu rzek w Afryce.